# ゲルハルト・バルクホルン
ゲルハルト・バルクホルン（Gerhard Barkhorn、1919年3月20日 - 1983年1月11日）は、第二次世界大戦時のドイツ空軍のトップ・エース。大戦時の最終階級は少佐。後に西ドイツ空軍で少将まで勤め上げた。柏葉剣付騎士鉄十字章受章者。
出撃回数1104回。このうち500回以上の空戦機会における総撃墜数は301機。これはエーリヒ・ハルトマンの352機に次ぐスコアであり、300機超えは歴史上でもこの二人以外には存在しない。このスコアは全て東部戦線で記録されたものである。

## 生涯

### バトル・オブ・ブリテンまで
1919年3月20日、バルクホルンは東プロイセンのケーニヒスベルクで生まれた。1937年11月にドイツ空軍に入隊。1938年3月から操縦士としての訓練を開始する。訓練修了後、少尉の階級で第2戦闘航空団第I飛行隊第3中隊(3./I./JG2"Richthofen")に配属された。
バルクホルンはフランス侵攻で初の実戦を経験した。1940年8月1日、第52戦闘航空団第I飛行隊第6中隊(6./II./JG52)に転属、バトル・オブ・ブリテンに参加した。同じ飛行隊に同い年のハンス・ヨアヒム・マルセイユがいた。しかしこの間バルクホルンは、敵を一機も撃墜することが出来なかったのみならず、同年10月29日にはイギリス海峡上空でイギリス空軍戦闘機に撃墜された。

### 東部戦線

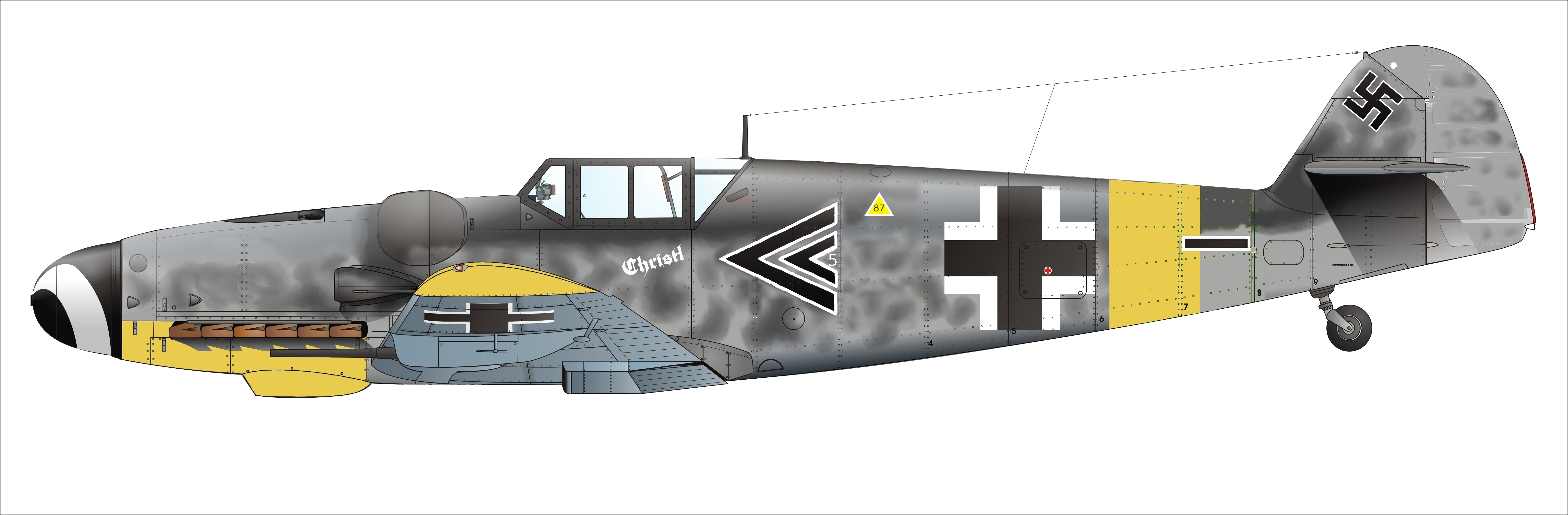
Bf109G-6 バルクホルン乗機モデル (JG52第II飛行隊長時代 1943年11月)

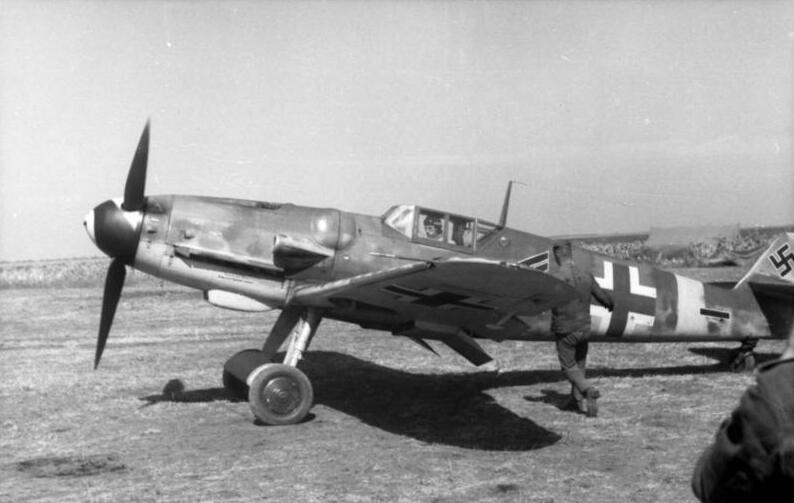
乗機Bf109Gに搭乗中のバルクホルン (1943年)

1941年6月22日、バルバロッサ作戦が発動され、ナチス・ドイツはソビエト連邦に侵攻、JG52も東部戦線へ配置転換された。7月2日、バルクホルンは120回目の出撃でソビエト空軍のDB-3を撃墜、初戦果を記録した。8月22日、5機撃墜でエース・パイロットとなった。11月末までにバルクホルンのスコアは10機に達し、11月11日、中尉に昇進した。
1942年5月21日、バルクホルンは第52戦闘航空団第4中隊（4./JG52）の中隊長に任命された。ここからバルクホルンのスコアは驚異的な伸びを見せる。この頃の乗機はメッサーシュミットBf109F型である。7月19日、バルクホルンは一日で6機を撃墜し、「一日で達成されたエース（Ace in a day）」となり、スコアも50機を超えた。7月25日、バルクホルンは被弾負傷して2ヶ月間の休息を余儀なくされたが、休暇中の8月23日、64機撃墜の功により騎士鉄十字章を授与された。10月に戦線に復帰すると、バルクホルンは再びスコアを伸ばし始め、12月19日までに101機撃墜を達成した。1943年1月11日、105機撃墜で柏葉付騎士鉄十字章を授与された。この時期、第52戦闘航空団は装備機をメッサーシュミットBf109G型へと転換している。
1943年8月8日、バルクホルンは全軍で15人目の150機撃墜を達成した。9月1日、バルクホルンは大尉に昇進し、第52戦闘航空団第II飛行隊(II./JG52)の飛行隊長に任命された。11月30日には全軍で5人目の200機撃墜を達成。1944年2月13日、バルクホルンは全軍で3人目の250機撃墜を達成し、3月2日、柏葉・剣付騎士鉄十字章を授与された。5月1日、少佐に昇進した。
バルクホルンは5月31日に4機を撃墜し273機撃墜に到達するが、爆撃機迎撃に飛び立ったこの日6度目の出撃で護衛のP-39に撃墜され、胴体着陸した際に右腕を骨折、左手にも負傷し4ヶ月間の戦線離脱を余儀なくされた。度重なる戦闘による蓄積疲労から集中力が落ち、敵機接近に気付くのが遅れたためであった。この間に同僚のエーリヒ・ハルトマンが、バルクホルンに先んじて300機撃墜を達成した。10月からバルクホルンは戦線に復帰し、11月14日には275機撃墜を達成した。この間、ハルトマンが第III飛行隊第9中隊長から第7中隊長に転属してきて、バルクホルンの部下となった。1945年1月4日、バルクホルンはハルトマンに次ぐ300機撃墜を達成した。

### ドイツ本土防空戦
1月16日、バルクホルンはドイツ本土防空に当たる第6戦闘航空団司令に任命されフォッケウルフ Fw190Dに機種転換したが、充分な慣熟訓練を行えなかったこともあって同機と彼自身との相性は決して良いものではなく、後に「慣熟訓練にあと50時間は欲しかった」と述懐している（後にJG6はFw190D、Bf109G-14そしてBf109Kの混成部隊となる）。JG6はほとんどが新人とBf110から機種転換してきたパイロットから構成されていたが、バルクホルンと同様に新機材への慣熟訓練すらままならない中での実戦参加となったため、結果アメリカ空軍を相手に多大の損失を被った。バルクホルンは4月10日までJG6を指揮したが過労で体調を崩し入院、同職を解任された。
この頃、すでにドイツ空軍は壊滅状態であった。戦闘機隊総監を解任されていたアドルフ・ガーランド中将は、ジェット戦闘機メッサーシュミット Me262で構成された第44戦闘団(JV44)を結成し、ドイツ空軍の精鋭を集めて最後の戦いを挑もうとしていた。バルクホルンは入院中であったがこれに志願し、4月15日、JV44に転属した。しかし逼迫した戦局の中、病み上がりの上にJG6時代と同様にレシプロ機からジェット機への転換訓練もままならなかったバルクホルンはこの部隊で戦果を上げることは出来なかった。
4月21日、1104回目の出撃が、バルクホルンの最後の出撃となった。アメリカ軍爆撃機編隊に接近したところで不意に片方のエンジンが停止して緊急着陸が必要となり、飛行場へ向かうところを数機のP-51に狙われた。バルクホルンは被弾し燃え上がるMe262を何とか着陸させ、爆発前に脱出したものの、その際搭乗機の風防枠に頭部を強打して負傷し病院に搬送され、そのまま終戦を迎えた。バルクホルンはアメリカ軍の捕虜となったが、9月には解放された。
第二次世界大戦を通してのバルクホルンの戦績は出撃回数1104回。少なくとも500回の空戦機会があり総撃墜数は301機。9回撃墜され、うち1回ベイルアウトし、3回負傷した。

## 戦後
戦後、バルクホルンは長く恋人関係にあったクリストルと結婚し、彼女との間に3人の子供を授かった。1956年、西ドイツ空軍に入隊し、1976年に少将で退役した。
1983年1月6日、バルクホルンは妻のクリストルと友人を乗せてケルン市内のアウトバーンを自動車で走行中、フレッヒェン・インターチェンジで搭乗車が道路の凍結によりスリップを起こし、インターチェンジのコンクリート壁に衝突した。クリストルは車外に投げ出されて即死、友人も死亡した。バルクホルンも車内で重傷を負い病院に搬送されたが、1月11日に死亡した。63歳であった。

## 人柄

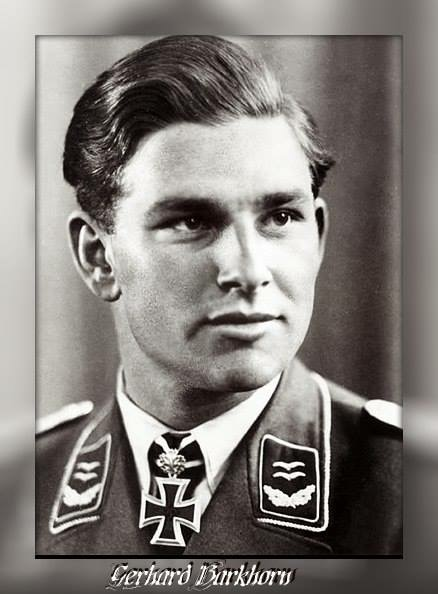
軍帽を外した素顔

バルクホルンは自己主張が強い人物が多かったドイツ空軍の中では、もの静かで控えめな人物だった。乱戦だった東部戦線において撃墜結果が誰のものかわからなくなった時でも、気前良く戦果を部下に譲ったといわれている。加えて同僚の戦績に敬意を払うことを惜しまない器量人でもあり、バルクホルンが300機撃墜を前にして負傷、療養中にエーリヒ・ハルトマンが彼の撃墜記録を抜き去って300機撃墜に達した時、その偉業達成を誰よりも喜び、祝福したのはほかならぬバルクホルン自身であった。また戦闘中敵機に致命弾を与えた後、被弾機と並行して搭乗機の風防越しに敵パイロットに対して脱出するよう促すバルクホルンの姿をハルトマンはじめ何人もの同僚が目撃していた。ハルトマンはバルクホルンのその行為に、確実に撃墜すべきだと言ったが、バルクホルンは彼に 「ブービー、君はこの事を忘れてはいけない。彼も美しいロシア婦人の可愛い赤ん坊だったという事をだ。彼には命と愛情と持ち続ける権利がある。我々と同じなんだよ」と諭したという。 ハルトマンが「身命を投げ出して悔いることのないただひとりの指揮官であり、父として、兄として、同僚として、友人として、私の知っている人の中では最高の人物」と彼に対して最大級の賛辞を贈り終生敬愛し続けたように、戦闘機パイロットとしての能力以上にその優れた人格を高く評価する上官や部下が極めて多く、その人柄は連合国軍の間でも広く知れ渡っていたといわれる。　

## 参考書籍
- 野原茂編『図解　世界の軍用機史3　ドイツ空軍エース列伝』グリーンアロー出版社、1992年、ISBN 4-7663-3143-5
- Bernd Barbas『Das vergessene As Der Jagdflieger Gerhard Barkhorn』LUFTFAHRTVERLAG-START、2014年、ISBN 978-3-941437-22-7
- Raymond F.Toiliver / Trever J.Constable（著）、井上寿郎（訳）『不屈の鉄十字エース(原題：The Blond Knight of Germany)』朝日ソノラマ、1986年、 ISBN 4-257-17075-1